# KDM2B
Le KDM2B (pour lysine, donc l’abréviation est K, déméthylase 2B), ou NDY1, est une protéine dont le gène est KDM2B situé sur le chromosome 12 humain.

## Rôles
Il joue un rôle d'oncogène, facilitant la survenue de différents cancers, dont la leucémie aiguë myéloïde ou le cancer du pancréas. Il contribue à la prolifération des fibroblastes et favorise la formation et l'entretien de cellules soucbes pluripotentes. 
Il interagit avec le PRC1 qui permet de réprimer l'expression de certains gènes. L'expression du KDM2B est régulé par le SOX2 et l'OCT4.